# Diecéze Houma-Thibodaux
Diecéze Houma-Thibodaux (latinsky Dioecesis Humensis-Thibodensis) je římskokatolická diecéze sufragánní vůči neworleanské arcidiecézi. Její teritorium zahrnuje část státu Louisiana, konkrétně civilní farnosti Lafourche, Terrebonne a části civilních farností Jefferson a St. Mary. Katedrálou je kostel sv. Františka Saleského v Houma; kontaktedrála v Thibodaux je zasvěcena sv. Josefu.

## Stručná historie

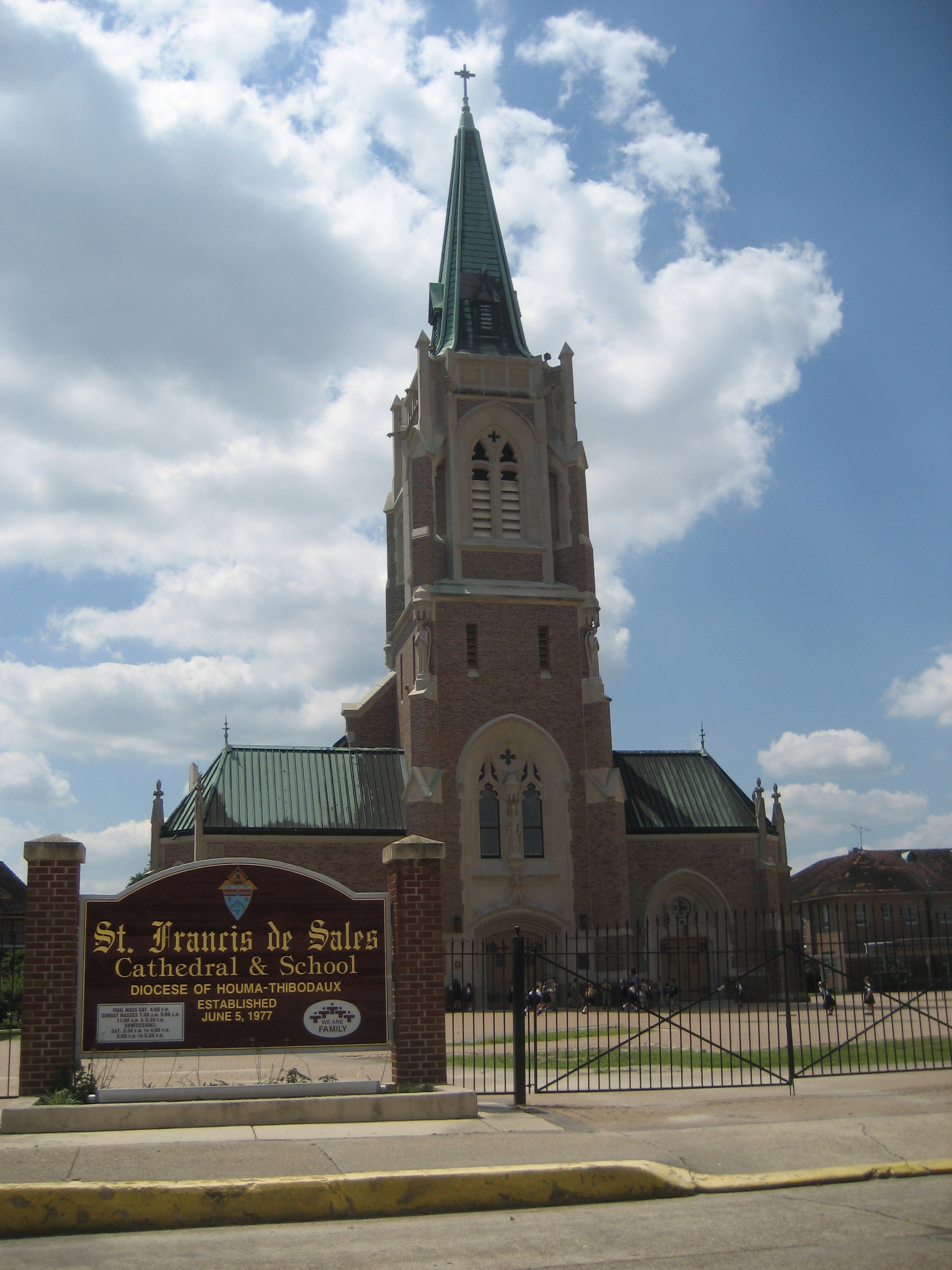
Katedrála sv. Františka Saleského v Houma.

Papež Pavel VI. dne 2. března 1977 vydal bulu Quandoquidem , jímž z neworleanské arcidiecéze vyčlenil diecézi Houma-Thibodaux, která byla podřízena jako sufragánní neworleanské arcidiecézi.